# Some Explicit Polaroids
Some Explicit Polaroids est une comédie de théâtre du Britannique Mark Ravenhill parue en 1999.

## Production française
Cette pièce a été mise en scène en 2010 au Vingtième Théâtre par Patrick Verschueren et interprétée par Erwan Daouphars, Arno Feffer, Pierre Grammont, Carole Leblanc, Patrice Pujol et Johanne Thibaut.

## Argument
Dans un raccourci saisissant, Mark Ravenhill évoque avec férocité, ironie et humour le chemin parcouru en Grande-Bretagne depuis les années 1970 et se demande ce qu’il reste des utopies soixante-huitardes dans un monde où tout est à vendre. Après 15 ans passés en prison pour avoir séquestré et torturé un chef d’entreprise, un activiste politique retrouve son ancienne compagne et découvre le monde superficiel de la fin des années 1990. Un monde de la consommation à outrance au sein duquel chaque chose est considérée comme une marchandise interchangeable et jetable. Dans Some Explicit Polaroïds, il interroge les valeurs d’une société qui a vu les données économiques écraser les engagements politiques. Une société dans laquelle la notion même de lutte s’est peu à peu effacée.